# Jonathan Franzen
Jonathan Franzen (Western Spings, Illinois, 1959. augusztus 17. –) amerikai író.

## Művei

### Regények
Regényei angol nyelven a Farrar, Straus and Giroux kiadónál jelentek meg.
- The Twenty-Seventh City (1988)
  - A huszonhetedik város; ford. Bart István; Európa, Budapest, 2016
- Strong Motions (1992)[7]
  - Erős rengés, Európa Könyvkiadó, 2013 (fordította: Bart István)[8]
- The Corrections (2001)[9]
  - Javítások, Európa Könyvkiadó, 2012 (fordította: Bart István)[10]
- Freedom (2010)[11]
  - Szabadság, Európa Könyvkiadó, 2013 (fordította: Bart István)[12]
- Purity (2015)
  - Tisztaság, Európa Könyvkiadó, 2016 (fordította: Bart István)[13]
- The End of the End of the Earth (2018)
  - A világ végének vége; ford. Bart István; 21. Század, Budapest, 2019
- Crossroads (2021)
  - Keresztutak, 1-2. Minden mitológia kulcsa 1.; ford. Pék Zoltán; 21. Század, Budapest, 2021 (Kult könyvek)

### További kötetei
- How to Be Alone (esszék, 2002)
- The Discomfort Zone (esszék, emlékirat, 2006)[14]
  - magyarul: Diszkomfortzóna, Európa Könyvkiadó, 2015 (fordította: Bart István)[15]
- Farther Away (esszék, 2012)